# Georg von Andlau
Georg von Andlau (* um 1390 in Colmar; † 7. März 1466 in Basel) stammte aus dem elsässischen Adelsgeschlecht derer von Andlau. Um 1416 wurde er Domherr in Basel. 1425 war im Basler Domstift Scholaster, von 1427 bis 1431 Dekan und von 1432 bis 1466 Dompropst.

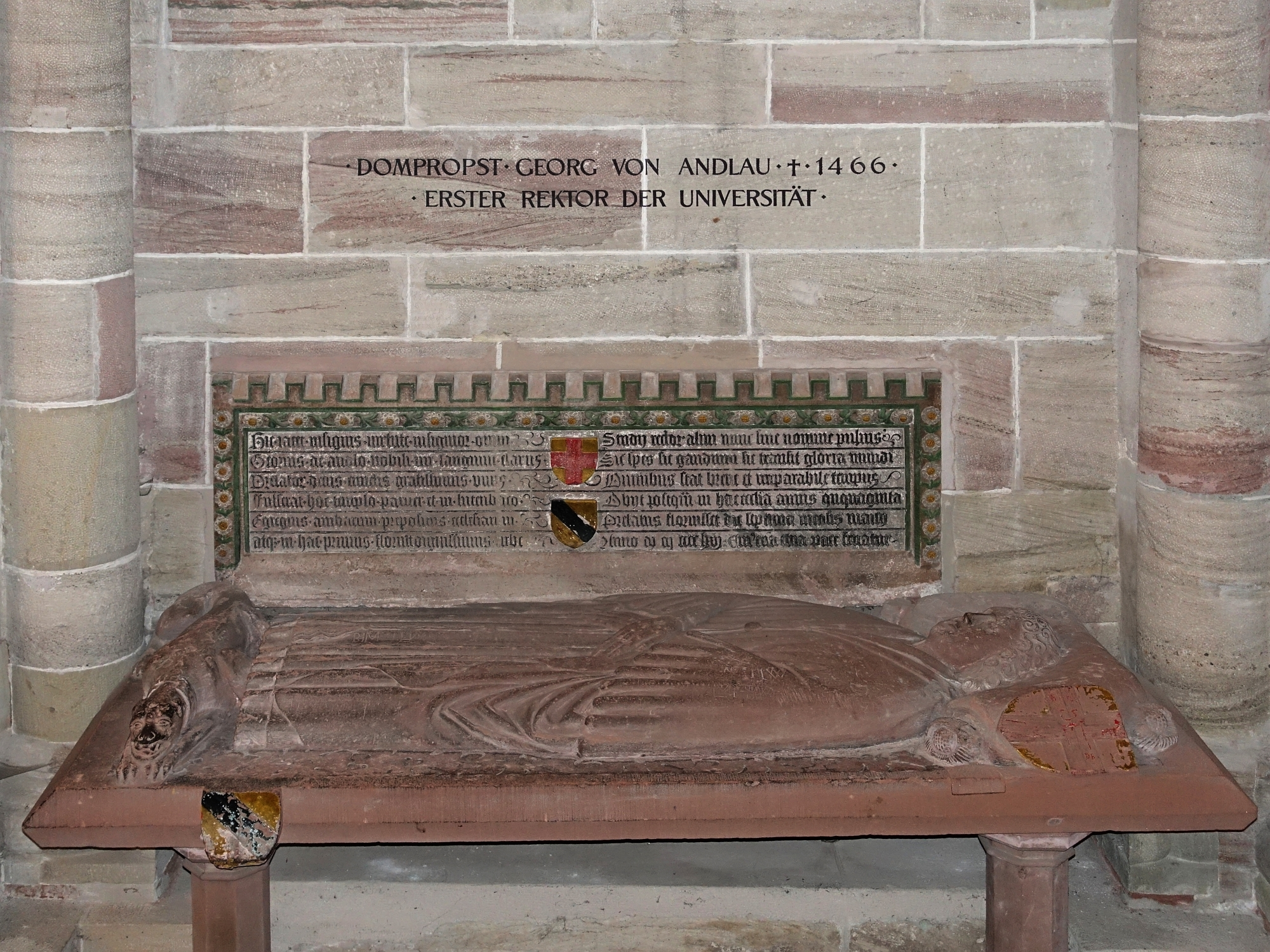
Epitaph des Dompropstes Georg von Andlau im Münster Basel

 1442 war er zudem Propst des Kollegiatstifts Lautenbach im Elsass. Er nahm am Konzil von Basel teil. 1460 wurde er von Fürstbischof Johann von Venningen als erster Rektor der Universität Basel eingesetzt.